# Liste de films français sortis en 1939
Listes de films français
- 1935
- 1936
- 1937
- 1938
- 1939
- 1940
- 1941
- 1942
- 1943

Liste non exhaustive de films français sortis en 1939 :
| Titre                               | Réalisateur                                        | Distribution                                                | Genre                 | Notes  |
| ----------------------------------- | -------------------------------------------------- | ----------------------------------------------------------- | --------------------- | ------ |
| Adieu Vienne                        | Jacques Séverac                                    |                                                             | Biographie musicale   |        |
| Angélica                            | Jean Choux                                         | Viviane Romance, Georges Flamant, Guillaume de Sax          | Western               |        |
| La Belle Revanche                   | Paul Mesnier                                       | Christiane Delyne, Roger Karl, Pauline Carton               | Comédie dramatique    |        |
| Berlingot et compagnie              | Fernand Rivers                                     | Fernandel, Fernand Charpin, Suzy Prim                       | Comédie               |        |
| La Bièvre, fille perdue             | René Clément                                       | -                                                           | documentaire          | 22 min |
| Le Bois sacré                       | Léon Mathot                                        | Elvire Popesco, Gaby Morlay, Victor Boucher                 | Comédie               |        |
| La Boutique aux illusions           | Jacques Séverac                                    | Jim Gérald, Anthony Gildès, Monique Rolland                 | Comédie               |        |
| La Brigade sauvage                  | Marcel L'Herbier                                   | Véra Korène, Charles Vanel, Lisette Lanvin                  | Film dramatique       |        |
| Cas de conscience                   | Walter Kapps                                       | Suzy Prim, Jules Berry Roger Karl                           | drame                 |        |
| La Charrette fantôme                | Julien Duvivier                                    | Pierre Fresnay, Louis Jouvet, Micheline Francey             | Drame                 |        |
| Le Chasseur de chez Maxim's         | Maurice Cammage                                    | Bach, Roger Tréville, Noël Roquevert                        | Comédie               |        |
| Le Château des quatre obèses        | Yvan Noé                                           | André Brulé, Marguerite Moreno, Alcover                     | Film policier         |        |
| Le Chemin de l'honneur              | Jean-Paul Paulin                                   | Henri Garat, Renée Saint-Cyr, André Lefaur                  | Drame                 |        |
| Les Cinq Sous de Lavarède           | Maurice Cammage                                    | Fernandel, Josette Day, Marcel Vallée                       | Comédie               |        |
| Circonstances atténuantes           | Jean Boyer                                         | Michel Simon, Suzanne Dantès, Arletty, Andrex               | Comédie               |        |
| Le Club des fadas                   | Émile Couzinet                                     | Fernand Charpin, Alida Rouffe, Paul Dullac                  | Comédie               |        |
| Les Compagnons de Saint-Hubert      | Jean Georgesco                                     | Raymond Dandy, Gaston Orbal                                 | Moyen métrage Comique |        |
| Coups de feu                        | René Barberis                                      | Mireille Balin, Raymond Rouleau, Aimé Clariond              | drame                 |        |
| Le Dernier Tournant                 | Pierre Chenal                                      | Fernand Gravey, Michel Simon, Corinne Luchaire              | Drame, Film noir      |        |
| Dernière Jeunesse                   | Jeff Musso                                         | Raimu, Jacqueline Delubac, Pierre Brasseur                  | Drame                 |        |
| Derrière la façade                  | Georges Lacombe et Yves Mirande                    | Lucien Baroux, Jacques Baumer, Jules Berry                  | Drame                 |        |
| Le Déserteur                        | Léonide Moguy                                      | Jean-Pierre Aumont, Corinne Luchaire, Édouard Delmont       | Drame                 |        |
| Deux de la réserve                  | René Pujol                                         | Tichadel, Marcel Rousseau, Myno Burney                      | Comédie               |        |
| Deuxième Bureau contre Kommandantur | René Jayet et Robert Bibal                         | Gabriel Gabrio, Léon Mathot, Junie Astor                    | Film d'espionnage     |        |
| Eau vive                            | Jean Epstein                                       | Florence Page, Philippe Richard                             | Moyen métrage         | 42 min |
| Entente cordiale                    | Marcel L'Herbier                                   | Gaby Morlay, Victor Francen, Pierre Richard-Willm           | Drame                 |        |
| L'Esclave blanche                   | Marc Sorkin                                        | Viviane Romance, John Lodge, Mila Parély                    | Comédie dramatique    |        |
| L'Espagne vivra                     | Henri Cartier-Bresson                              | -                                                           | Documentaire          | 45 min |
| L'Étrange Nuit de Noël              | Yvan Noé                                           | Sylvia Bataille, André Brulé, Pierrette Caillol             | Thriller              |        |
| Eusèbe député                       | André Berthomieu                                   | Michel Simon, Elvire Popesco, Jules Berry                   |                       |        |
| La Famille Duraton                  | Christian Stengel                                  | Noël-Noël, Jules Berry Marcelle Praince                     | Drame                 |        |
| Feux de joie                        | Jacques Houssin                                    | René Lefèvre, Ray Ventura Micheline Cheirel                 | Film musical          |        |
| La Famille Lefrançois               | André Hugon                                        | Raimu, Bernard Lancret, Paul Cambo                          | Drame                 |        |
| La Fin du jour                      | Julien Duvivier                                    | Louis Jouvet, Michel Simon, Victor Francen                  | Drame                 |        |
| Fort Dolorès                        | René Le Hénaff                                     | Roger Karl, Gina Manès, Pierre Larquey                      | Comédie               |        |
| Fric-Frac                           | Maurice Lehmann                                    | Fernandel, Michel Simon Arletty                             | Comédie               |        |
| Les Gangsters du château d'If       | René Pujol                                         | Henri Alibert, Germaine Roger, Betty Stockfeld              | Comédie dramatique    |        |
| Grand-père                          | Robert Péguy                                       | Pierre Larquey, Josseline Gaël                              |                       |        |
| Ils étaient neuf célibataires       | Sacha Guitry                                       | Sacha Guitry, Max Dearly, Elvire Popesco                    | Comédie satirique     |        |
| L'Inconnue de Monte-Carlo           | André Berthomieu Mario Soldati                     | Dita Parlo, Albert Préjean                                  |                       |        |
| Jeunes Filles en détresse           | Georg Wilhelm Pabst                                | Marcelle Chantal, André Luguet Micheline Presle             | Comédie dramatique    |        |
| Le jour se lève                     | Marcel Carné                                       | Jean Gabin, Jules Berry, Jacqueline Laurent                 | Drame                 |        |
| Louise                              | Abel Gance                                         | Grace Moore, Georges Thill, André Pernet                    | Drame                 |        |
| Ma tante dictateur                  | René Pujol                                         | Marguerite Moreno, Armand Bernard Fernand Charpin           | Comédie               |        |
| Métropolitain                       | Maurice Cam                                        | Ginette Leclerc, Anne Laurens, Albert Préjean               | Comédie dramatique    |        |
| La Mode rêvée                       | Marcel L'Herbier                                   | Gaby Morlay, Jaque Catelain, Ève Francis                    | Court métrage         |        |
| Mon oncle et mon curé               | Pierre Caron                                       | Annie France, Paul Cambo, René Génin                        | Comédie sentimentale  |        |
| Le monde tremblera                  | Richard Pottier                                    | Claude Dauphin, Roger Duchesne Madeleine Sologne            | Science-fiction       |        |
| Monsieur Brotonneau                 | Alexander Esway                                    | Raimu, Marguerite Pierry, Josette Day                       | Comédie dramatique    |        |
| Le Moulin dans le soleil            | Marc Didier                                        | Orane Demazis, Gaston Rullier Marc Dantzer                  | comédie               |        |
| Noix de coco                        | Jean Boyer                                         | Raimu, Michel Simon, Marie Bell                             | Comédie dramatique    |        |
| Nord-Atlantique                     | Maurice Cloche                                     | René Dary, Albert Préjean, André Alerme                     | Film dramatique       |        |
| Les Otages                          | Raymond Bernard                                    | Saturnin Fabre, Fernand Charpin, Annie Vernay               | Drame                 |        |
| Le Paradis des voleurs              | Lucien-Charles Marsoudet                           | Paulette Dubost, Roland Toutain Fernand Charpin             | Comédie               |        |
| Paris la nuit                       | René Clément                                       | -                                                           | Documentaire          |        |
| Le Père Lebonnard                   | Jean de Limur                                      | Ruggero Ruggeri, Jean Murat, Madeleine Sologne              | Comédie               |        |
| Petite Peste                        | Jean de Limur                                      | René Lefèvre, Henri Rollan, Jeanne Boitel, Geneviève Callix | Comédie               |        |
| Pièges                              | Robert Siodmak                                     | Marie Déa, Maurice Chevalier, Erich von Stroheim            | Drame policier        |        |
| Place de la Concorde                | Karel Lamač                                        | Albert Préjean, Dolly Mollinger Armand Bernard              | Comédie               |        |
| Prince Bouboule                     | Jacques Houssin                                    | Georges Milton, Irène Zilahy, Michèle Alfa                  | Comédie               |        |
| Quartier Latin                      | Alexandre Esway, Pierre Colombier et C. Chamborant | Blanchette Brunoy, Bernard Lancret, Jean Tissier            | Comédie dramatique    |        |
| Raphaël le tatoué                   | Christian-Jaque                                    | Fernandel, Armand Bernard , Madeleine Sologne               | Comédie               |        |
| Rappel immédiat                     | Léon Mathot                                        | Mireille Balin, Roger Duchesne, Erich von Stroheim          | Comédie dramatique    |        |
| Le Récif de corail                  | Maurice Gleize                                     | Jean Gabin, Michèle Morgan, Pierre Renoir                   | Drame                 |        |
| La Règle du jeu                     | Jean Renoir                                        | Roland Toutain, Nora Gregor, Marcel Dalio                   | Comédie dramatique    |        |
| Serge Panine                        | Charles Méré Paul Schiller                         | Françoise Rosay, Pierre Renoir, Sylvia Bataille             | Drame                 |        |
| Sidi-Brahim                         | Marc Didier                                        | René Dary, Colette Darfeuil Abel Jacquin, Raymond Aimos     | Espionnage            |        |
| Son oncle de Normandie              | Jean Dréville                                      | Eddy Lombard, Josseline Gaël, Betty Stockfeld               | Comédie               |        |
| Thérèse Martin                      | Maurice de Canonge                                 | Irène Corday, André Marnay, Lucien Gallas                   | Film biographique     |        |
| Tourbillon de Paris                 | H. Diamant-Berger                                  | Ray Ventura, Fernand Charpin, Marguerite Pierry             | Comédie-Musique       |        |
| La Tradition de minuit              | Roger Richebé                                      | Viviane Romance, Georges Flamant, Marcel Dalio              | Drame                 |        |
| Trois de Saint-Cyr                  | Jean-Paul Paulin                                   | Roland Toutain, Jean Mercanton, Jean Chevrier               | Documentaire          |        |
| Les Trois Tambours                  | Maurice de Canonge                                 | Jean Yonnel Madeleine Soria                                 | drame de guerre       |        |
| Un de la lune                       | André Hugon                                        | Ginette Gaubert, Gustave Gallet                             | Court métrage         |        |
| Une java                            | Claude Orval                                       | Antonin Berval, Mireille Perrey Raymond Aimos               |                       |        |
| Une main a frappé                   | Gaston Roudès                                      | Daniel Mendaille, Lucien Gallas, Pierre Larquey             |                       |        |
| Le Veau gras                        | Serge de Poligny                                   | François Périer, Elvire Popesco, Armand Bernard             | Comédie               |        |
| Vidocq                              | Jacques Daroy                                      | André Brulé, Jean Worms, Maurice Lagrenée                   | Drame                 |        |
| La vie est magnifique               | Maurice Cloche                                     | Jean Servais, Germaine Dermoz, Jean Daurand                 | Comédie dramatique    |        |
| Violons d'Ingres                    | Jacques-B. Brunius                                 | -                                                           | Documentaire          |        |
| Visages de femmes                   | René Guissart                                      | Huguette Duflos, Meg Lemonnier, Pierre Brasseur             | Comédie dramatique    |        |
| Vous seule que j'aime               | Henri Fescourt                                     | Reda Caire, Jacqueline Cartier, Pauline Carton              | Comédie dramatique    |        |
| Yamilé sous les cèdres              | Charles d'Espinay                                  | Charles Vanel, Denise Bosc, José Noguéro                    | Drame                 |        |